# Гольдшмідтит
Гольдшмідтит — мінерал з групи перовськіту, ніобат калію. Визнаний IMA у 2018 році, до публікації.

## Загальний опис
Гольдшмідтит — новий мінерал (IMA No. 2018—034) з ідеальною формулою (K,REE, Sr)(Nb, Cr)O3. Є К-аналогом ізолуешиту, (Na, La)NbO3. Знайдений у вигляді включення у алмазі.

## Назва й історія відкриття
Гольдшмідтит відкритий аспірантом Університету Альберти Ніколєм Мейєром (Nicole Meyer) при дослідженні внутрішньої будови алмазу, видобутого з шахти «Коффіфонтейн» (англ. Koffiefontein Mine) (ПАР).
Мінерал названий на честь Віктора Моріца Гольдшмідта, одного із засновників геохімії, який формалізував кристалохімію перовськіту та ідентифікував KNbO3 як перовськіто-подібне з'єднання.
Єдиний на сьогодні зразок мінералу з максимальним розміром ~100 нм знайдений як включення в алмазі. Додатково до темно-зеленого та непрозорого гольдшмідтиту, цей алмаз містить також багатий на хром авгіт, проростання хроміту, Mg-силікат та неідентифікований K-Sr-REE-Nb-оксид.

## Структура і склад
Хімічний склад гольдшмідтиту, визначений за допомогою рентгеноспектрального мікроаналізу: Nb2O5 44.82, TiO2 0.44, ThO2 0.10, Al2O3 0.35, Cr2O3 7.07, La2O3 11.85, Ce2O3 6.18, Fe2O3 1.96, MgO 0.70, CaO 0.04, SrO 6.67, BaO 6.82, K2O 11.53, разом 98.53.
Емпірична хімічна формула (з точністю до другого знаку): (K0.50La0.15Sr0.13Ba0.09Ce0.08)Σ0.95(Nb0.70Cr0.19Fe0.05Al0.01Mg0.04Ti0.01)Σ1.00O3
Ідеальна хімічна формула: (K,REE, Sr)(Nb, Cr)O3.

## Властивості і діагностика
Гольдшмідтит має кубічну сингонію, просторова група {\displaystyle Pm{\overline {3}}m}. Розрахункова щільність 5,32(3) г/см³.
Раман-спектроскопія виявляє багато широких смуг другого порядку від 100 до 700 см−1, а також яскраво виражений пік у 815 см−1, що, можливо, є результатом локального упорядкування Nb та Cr.

## Умови формування
Геотермобарометрія авгіту, який був включений разом із зразком гольдшмідтиту у алмазі, свідчить про глибину формування ~170 км, де температура сягає близько 1200°С.
Гольдшмідтет має високі концентрації ніобію, калію та рідкісноземельних елементів лантану та церію, тоді як в решті мантії переважають інші елементи, такі як магній та залізо. Це свідчить про виняткові процеси, що зконцентрували ці незвичайні елементи.